# Tony Hawk: Shred
Tony Hawk: Shred es el título de la undécima entrega de la serie de videojuegos Tony Hawk's. disponible para Wii, Playstation 3 y Xbox 360. El videojuego fue desarrollado por Robomodo, y lanzado el 29 de octubre de 2010 y como su predecesor se maneja con un periférico con la forma exacta de una tabla de skate, especialmente diseñado para el videojuego.

## Pro-Skaters
- Tony Hawk
- Lyn-Z Adams Hawkins
- Torah Bright
- Corey Duffel
- David González
- Sean Malto
- Chaz Ortiz
- Travis Rice
- Geoff Rowley
- Louie Vito
- Stevie Williams

## Recepción
Tony Hawk: Shred ha recibido críticas negativas. Obteniendo un puntaje de 56 de 100 en Metacritic, 67.00% en GameRankings, y un 4.7/10 en GameTrailers. Entre los pocos analisís dedicados al juego, cabe destacar que solamente el hecho por GameRankings le otorgó sobre el 60% de aprobación.